# Parafia św. Mikołaja i św. Spirydona w Bari
Parafia św. Mikołaja i św. Spirydona – placówka duszpasterska prowadzona w Bari we Włoszech przez Rosyjski Kościół Prawosławny poza granicami Rosji. Jest to parafia etnicznie rosyjska. W skład Cerkwi Zagranicznej weszła po 1927. W tym roku jej delegaci są jeszcze odnotowywani na zjeździe parafii Zachodnioeuropejskiego Egzarchatu Rosyjskiego Kościoła Prawosławnego, gdzie zdecydowanie negatywnie wypowiadali się w sprawie deklaracji lojalności wobec rządu radzieckiego, jaką złożył metropolita moskiewski Sergiusz. Kwestia ta stała się następnie przyczyną zmiany jurysdykcji.
Po utworzeniu eparchii brytyjskiej i zachodnioeuropejskiej w miejsce eparchii genewskiej i zachodnioeuropejskiej oraz brytyjskiej i irlandzkiej, parafia nie została uwzględniona w spisie placówek nowej eparchii.